# Лука Тони
Лука Тони (итал. Luca Toni; Модена, 26. мај 1977) је бивши италијански фудбалер, члан репрезентације која је 2006. освојила Светско првенство. Имао је успешну каријеру играјући за Палермо, Фјорентину, Бајерн из Минхена, Рому, Јувентус и Верону. Тони је веома признат због могућности да постигне гол што се може видети из броја голова постигнутих за горепоменуте клубове.
Његова снага га је учинила једним од најубојитијих голгетера прошле деценије у Серији А. Поред бројних успеха са клубовима, добио је и лично признање Капонаконијери (награда за најбољег стрелца Серије А) за сезону 2005/06 у којој је постигао 31 погодак, као и за најбољег стрелца Бундеслиге у сезони 2007/08 са 24 поготка. Наступајући за Верону Тони је у сезони 2014/15. поново постао најбољи стрелац Серије А (овај пута са 22 гола) а уједно постао и најстарији играч који је тако нешто успео да оствари.

## Трофеји

### Палермо
- Серија Б (1) : 2003/04.

### Бајерн Минхен
- Првенство Немачке (1) : 2007/08.
- Куп Немачке (1) : 2007/08.
- Лига куп Немачке (1) : 2007.

### Италија
- Светско првенство (1) : 2006.